# Annemarie Buchner
Annemarie Buchner (n. 16 februarie 1924, Ettal, Bavaria, Germania – d. 9 noiembrie 2014, Grainau, Bavaria, Germania) a fost o schioare alpină ce a reprezentat Germania, medaliată olimpică. A participat la o ediție a Jocurilor Olimpice (1952) în care a câștigat o medalie de argint și două medalii de bronz.